# منتزه بحيرة الملح الكبرى
منتزه بحيرة الملح الكبرى الحكومي (بالإنجليزية: Great Salt Lake State Park) هو منتزه حكومي يقع في مقاطعة سولت ليك بولاية يوتا الأمريكية، على الشاطئ الجنوبي الشرقي لبحيرة البحيرة المالحة الكبرى، وهي أكبر بحيرة ملحية في نصف الكرة الغربي.

## التاريخ
تأسس المنتزه في عام 1978 لتوفير الوصول الترفيهي إلى البحيرة الشهيرة، ويضم مرسى صغيرًا لليخوت، ومنطقة للتنزه، ومركزًا للزوار يعرض معلومات جيولوجية وتاريخية حول البحيرة.

## الأنشطة
يوفر المنتزه أنشطة سياحية وترفيهية متنوعة، منها:
- الإبحار بالقوارب واليخوت
- مشاهدة الطيور، حيث تستقطب البحيرة أعدادًا كبيرة من الطيور المهاجرة
- التصوير الفوتوغرافي للمناظر الطبيعية والمياه العاكسة
- التجول والمشي لمسافات قصيرة

## البيئة الطبيعية
تُعد البحيرة المالحة الكبرى نظامًا بيئيًا فريدًا من نوعه، حيث لا توجد ممرات تصريف خارجية، مما يؤدي إلى تراكم الأملاح والمعادن مع مرور الوقت. ونتيجة لذلك، فإن المياه فيها أكثر ملوحة من مياه المحيط.
تعيش في مياه البحيرة كائنات قليلة فقط، أبرزها:
- الجمبري الملحي (Brine Shrimp): وهو كائن صغير يتكاثر بأعداد هائلة ويُشكّل مصدر غذاء رئيسي للطيور المهاجرة.
- الذباب الملحي (Brine Flies): يغطي الشاطئ بأعداد كبيرة خلال الصيف، لكنه لا يلدغ البشر.
- البكتيريا المحبة للملوحة: تعطي البحيرة أحيانًا لونًا ورديًا أو أرجوانيًا في المناطق الأكثر ملوحة.

وتُعدّ المنطقة المحيطة بالمنتزه موطنًا للعديد من أنواع الطيور المهاجرة مثل:
- طيور النورس الرمادية
- طيور أبو ملعقة
- طيور الزقزاق
- البلشون الأبيض

ويستقطب هذا التنوع البيئي مراقبي الطيور والعلماء من مختلف أنحاء العالم لدراسة النظم البيئية المالحة الفريدة.

## مركز الزوار
يقدم مركز الزوار في المنتزه معلومات حول الخصائص الكيميائية الفريدة للبحيرة، وتاريخ الاستكشاف، والتنوع البيئي في المنطقة، بالإضافة إلى دور البحيرة في ثقافة السكان الأصليين والمستوطنين الأوائل.

## الوصول
يقع المنتزه على بعد حوالي 26 كيلومترًا غرب سولت ليك سيتي، ويمكن الوصول إليه بسهولة عبر الطريق السريع Interstate 80. يوجد موقف للسيارات ومرافق أساسية للزوار.